# Église Notre-Dame de Charly
L'église Notre-Dame de Charly est une église située à Charly, située dans le département du Cher en région Centre-Val de Loire. Elle est consacrée à Notre-Dame depuis 1854, autrefois elle était une église prieurale dédiée à saint Symphorien, dépendant de l’abbaye des bénédictines de Limoges. L’église est classée parmi les Monuments Historiques sur la liste de 1862.

## Histoire
L'église est bâtie au XIIe siècle sur l'emplacement d'un édifice plus ancien dont on a retrouvé les fondations sous le transept actuel. L'église est remaniée au XIIe siècle.  L'église, comme le monastère, sont vendus comme bien national en 1793. Le prieuré est démoli et l'église tombe en ruine. Restituée en janvier 1800 au culte catholique, des réparations d'urgence sont effectuées en 1816. 
L'église est « reconstruite » en partie entre 1854 et 1862, à l'instigation du curé, l'abbé Pierre-Marie Lenoir, auteur des travaux de restauration de l'abbaye Notre-Dame de Fontgombault dans l'Indre. Le chœur et la tour de croisée, du début du XIIe siècle, et les chapelles latérales à double pignons du XVe siècle sont conservés mais légèrement modifiés : les pignons nord-ouest et sud-est sont reconstruits, une fenêtre est ouverte dans le pignon nord-est et la fenêtre de la chapelle sud est remplacée. La nef unique est démolie et est remplacée par une nef à trois vaisseaux. Une nouvelle sacristie est élevée au sud de la nef. Ces travaux sont conduits par l'architecte diocésain Émile Tarlier.
À l'extérieur, le chevet et soutenu par des contreforts formés d'une colonne et de deux colonnettes dont les chapiteaux sont remplacés par un décrochement de la corniche. La flèche en pierre du clocher, déjà restaurée en 1880,  est totalement reconstruite en 1932, ; elle est flanquée de quatre pyramidons cylindriques. La chapelle latérale droite, datant du XVe siècle est consacrée au Sacré-Cœur. Les vitraux ont été réalisés par les ateliers Lubin à Tours en 1863.

## Description

### Peintures murales

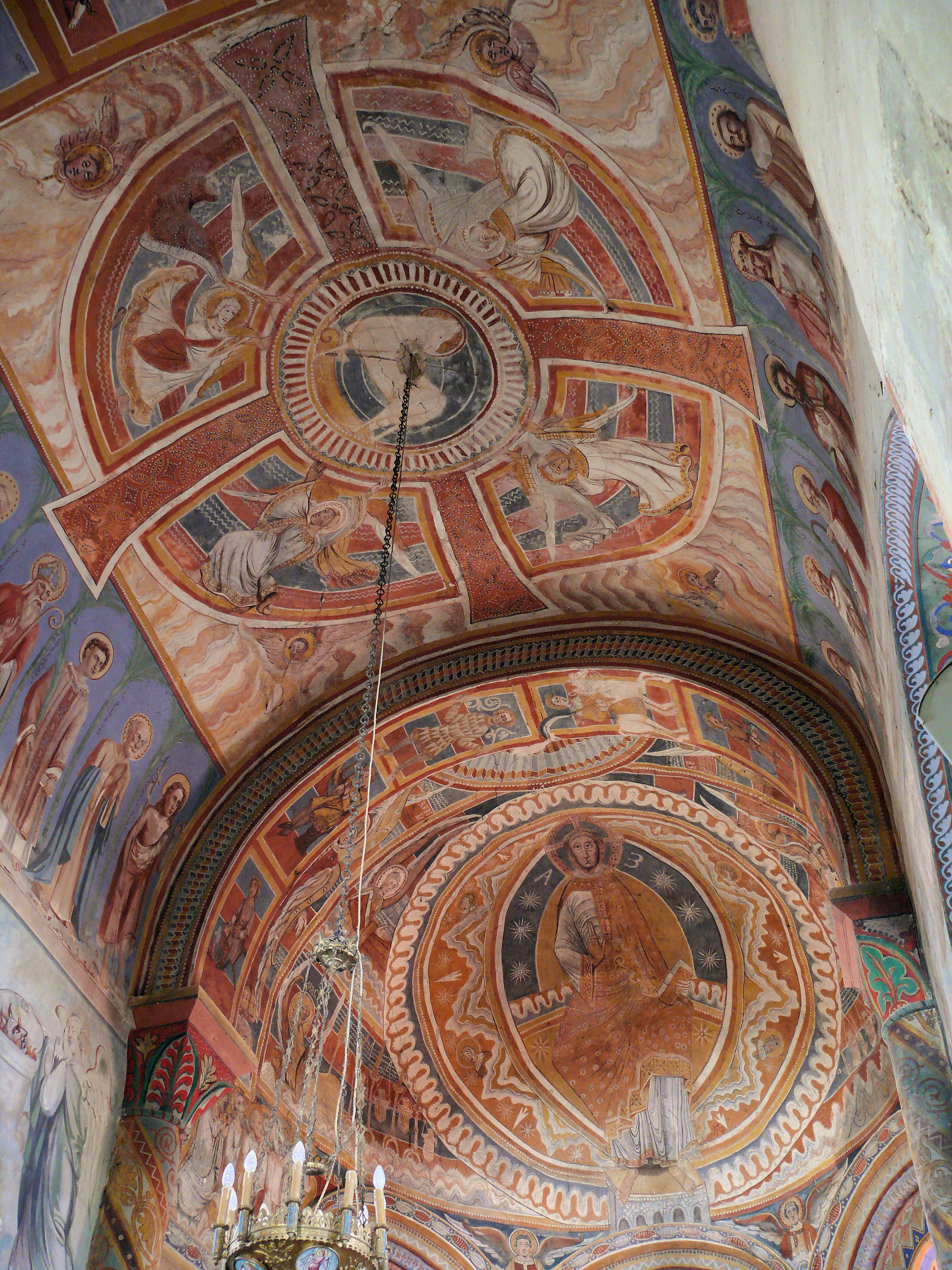
Peintures murales.

Lors des travaux de restauration de l’église, le curé Lenoir fait dégager de l’enduit qui les recouvrait les fresques du clocher et du chœur. La restauration totale entreprise a fait disparaître des peintures semblables à celle de l’église de la commune voisine de Chalivoy-Milon. Totalement repeintes, ces fresques se présentent maintenant comme des témoignages du style des peintures murales depuis 1857. Le curé Lenoir a fait ajouter, sur les murs nord et sud du chœur, deux scènes copiées sur des fresques de l’abbaye de Saint-Savin-sur-Gartempe, à savoir Jésus-Christ accompagné des Évangélistes, et les 24 vieillards. On connaît le nom du peintre restaurateur ; il s'agit d'un Henri Lescalier père, artiste-peintre de Bourges. 
Les travaux de restauration du curé Lenoir passent des 500 francs initialement accordés par l’administration communale en 1854 à 55 000 francs, dont un habitant de Charly, M. Chenu, décédé en 1866, a offert une partie par un legs.